# Brigitte Houssou
Brigitte Houssou (přechýleně Brigitte Houssouová; 1980 Benin) je beninská podnikatelka, restauratérka a inženýrka. Otevřela první africkou gurmánskou restauraci ve Francii.

## Životopis
Houssouová se narodila v roce 1980. Má čtyři bratry. Rodiče ji vedli k podnikání už od raného věku. Společně se svými bratry otevřela pařížskou restauraci Villa Massai v roce 2017. Francouzští novináři si všimli rostoucího zájmu o restauraci mezi lidmi. Restaurace se skládá celkem ze tří provozoven. Houssouová založila restauraci, protože ji chyběla možnost pro Afričany se najíst elegantně na prestižní adrese.